# البطولات الوطنية الأمريكية 1933 (كرة مضرب)
قائمة بالأبطال في 1933 البطولات الوطنية الأمريكية لكرة المضرب (المعروفة الآن باسم أمريكا المفتوحة):

## الكبار

### فردي رجال
فريد بيري هزم  جاك كراوفورد 6-3 11-13 4-6 6-0 6-1

### فردي سيدات
هيلين جاكوبز هزم  هيلين ويلز مودي 8-6, 3-6, 3-0, انسحبت.